# Lady Luck (musiksingel)
Lady Luck är första musiksingeln ifrån svenska sångerskan och Idol 2008 tvåan Alice Svensson. Låten släpptes i slutet av juni 2009.
Låten är skriven av Michel Zitron, Tobias Gustavsson och Peter Kvint.

## Listplaceringar
- (plats 21 (v.24) respektive 47 (v.25) på Sverigetopplistan.[2]